# 20340 Susanruder
20340 Susanruder este un asteroid din centura principală de asteroizi.

## Descriere
20340 Susanruder este un asteroid din centura principală de asteroizi. A fost descoperit pe 21 aprilie 1998 la Socorro, New Mexico, în cadrul proiectului LINEAR. Asteroidul prezintă o orbită caracterizată de o semiaxă mare de 2,38 ua, o excentricitate de 0,15 și o înclinație de 3,0° în raport cu ecliptica.